# Шарлотт (округ, Флорида)

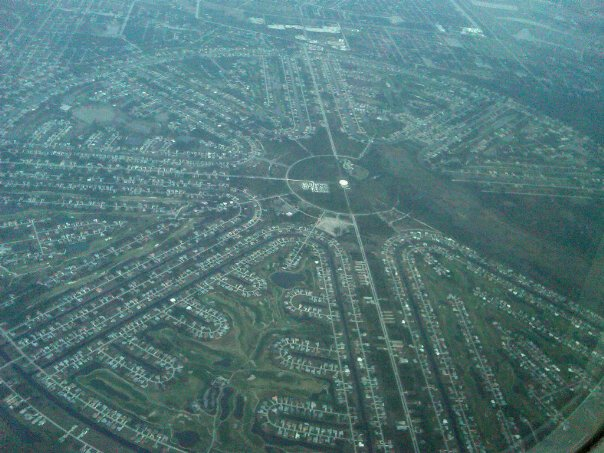
Поселення Ротонда з пташиного польоту

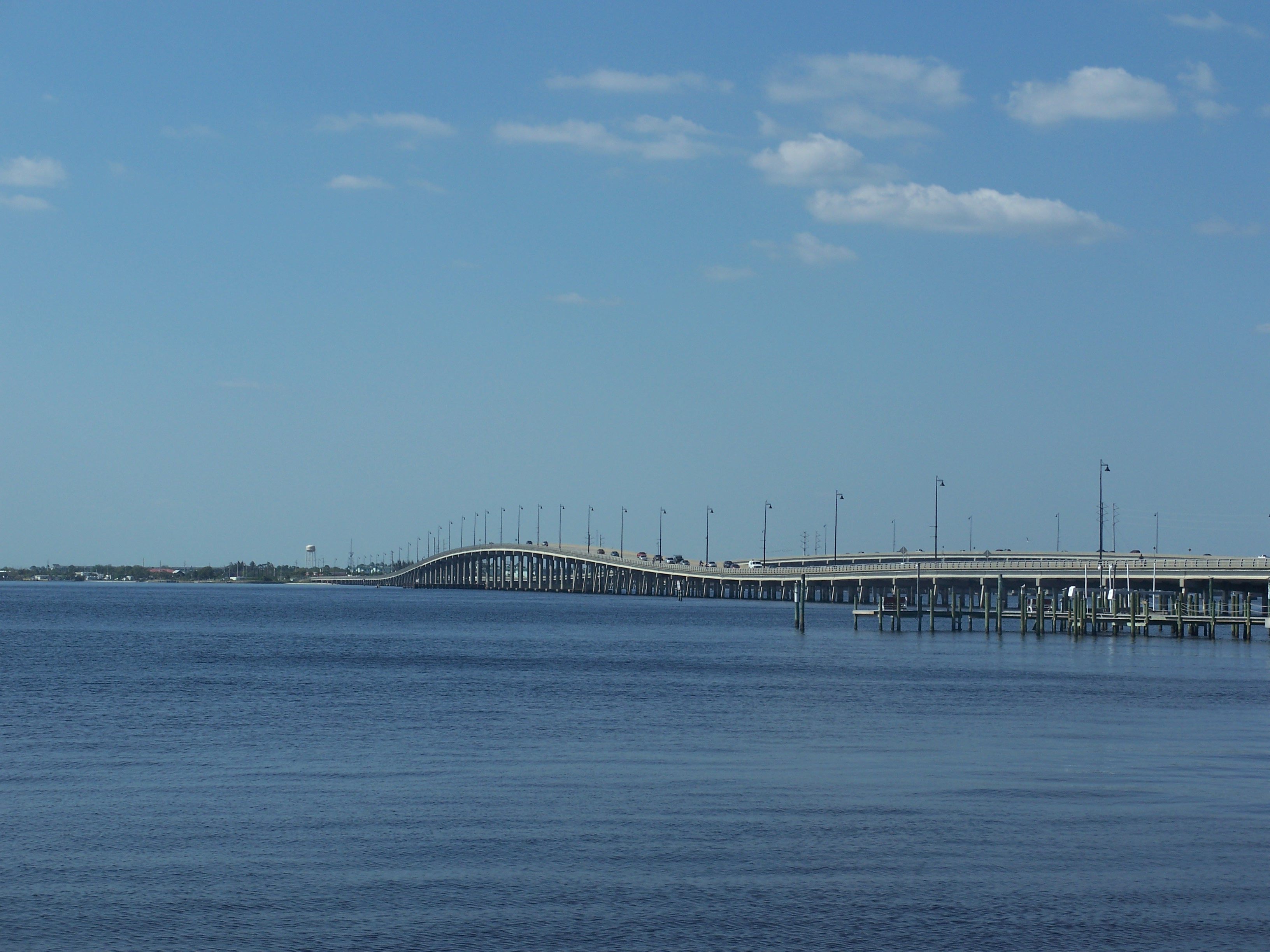
Міст у Пунта-Ґорда швидкісного автошляху 41

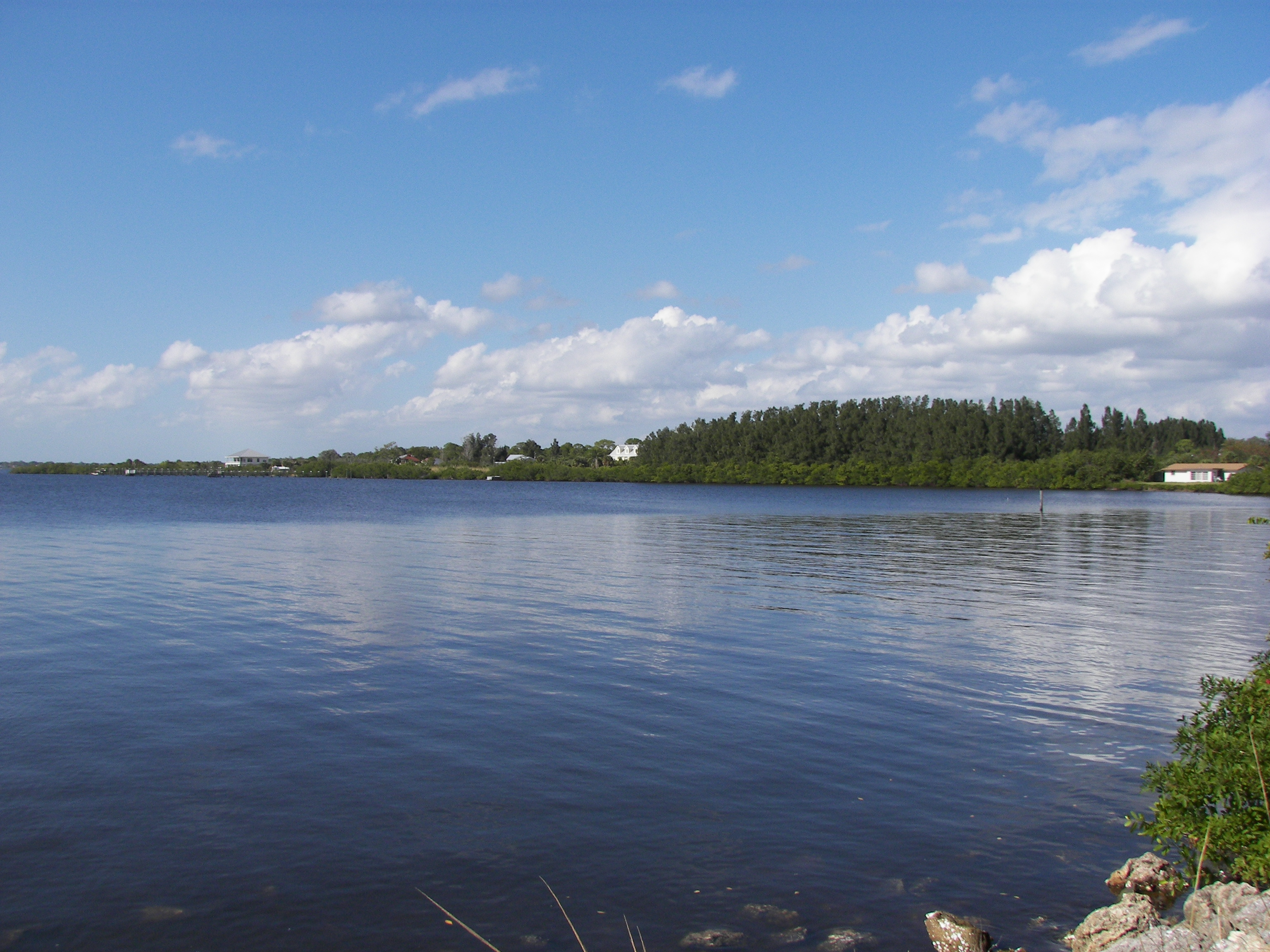
Річка Мякка

26°54′ пн. ш. 81°57′ зх. д. / 26.9° пн. ш. 81.95° зх. д.
Шарлотт (англ. Charlotte county) — округ (графство) на південному заході штату Флорида. Площа повіту 1797 км².
Населення 156,952 тисячі осіб (2009 рік).
Повіт виділений 1921 року з повіту ДіСото.
У повіті розташоване місто Пунта-Ґорда. Повіт входить до агломерації Брейдентон- Сарасота- Пунта-Ґорда.